# Казімеж Фабісяк
Казімеж Фабісяк (пол. Kazimierz Fabisiak; 11 лютого 1903, Варшава — 28 квітня 1971, Краків) — польський актор театру і кіно.
Закінчив драматичне відділення Варшавської консерваторії (1924). Виступав в театрах Лодзі, Варшави та Кракова. Під час окупації Польщі в роки Другої світової війни, грав і режисирував у відкритих театрах Кракова (в 1944 очолював Театр Повшехни).
Після війни грав на сценах Польського театру в м Бельсько-Бяла (під псевдонімом Вісніч), театрах Познані, в 1956—1958 — театрі ім. Словацького, з 1958 — в Старому театрі, де і помер під час репетиції «Бісів» Ф. Достоєвського (режисер А. Вайда).

## Вибрана фільмографія
- 1966 — Пекло і небо / Piekło i niebo
- 1970 — Польський альбом / Album polski
- 1970 — Пригоди каноніра Доласа, або Як я разв'язав Другу світову війну
- 1971 — Перстень княгині Анни